# Донецкий физико-технический институт им. А. А. Галкина НАН Украины
Донецкий физико-технический институт имени А. А. Галкина - научно-исследовательское учреждение, которое проводит фундаментальные и прикладные исследования по двум направлениям: физика твёрдого тела в экстремальных условиях и физика и технология перспективных конструкционных и функциональных материалов.

## История
Институт создан в 1965 году.
По инициативе Александра Александровича Галкина ведущие учёные Донецкого физико-технического института преподавали на физическом факультете Донецкого государственного университета и готовили новые кадры для института. Сам Галкин также был профессором Донецкого государственного университета.
В 1994 году Донецкому физико-техническому институту было присвоено имя Александра Александровича Галкина. На здании института в его честь установлена мемориальная доска. У института установлен памятник Галкину.
В 2000-е годы имел более 500 сотрудников.

### Донецкий физтех c 2014 года
После начала вооружённого конфликта на востоке Украины весной 2014 года НИИ оказался на территории ДНР. Институт был эвакуирован в Киев(Проспект Науки, 46).
В составе ДонФТИ ДНР 257 сотрудников, в том числе 1 член-корреспондент, 17 докторов и 52 кандидата наук

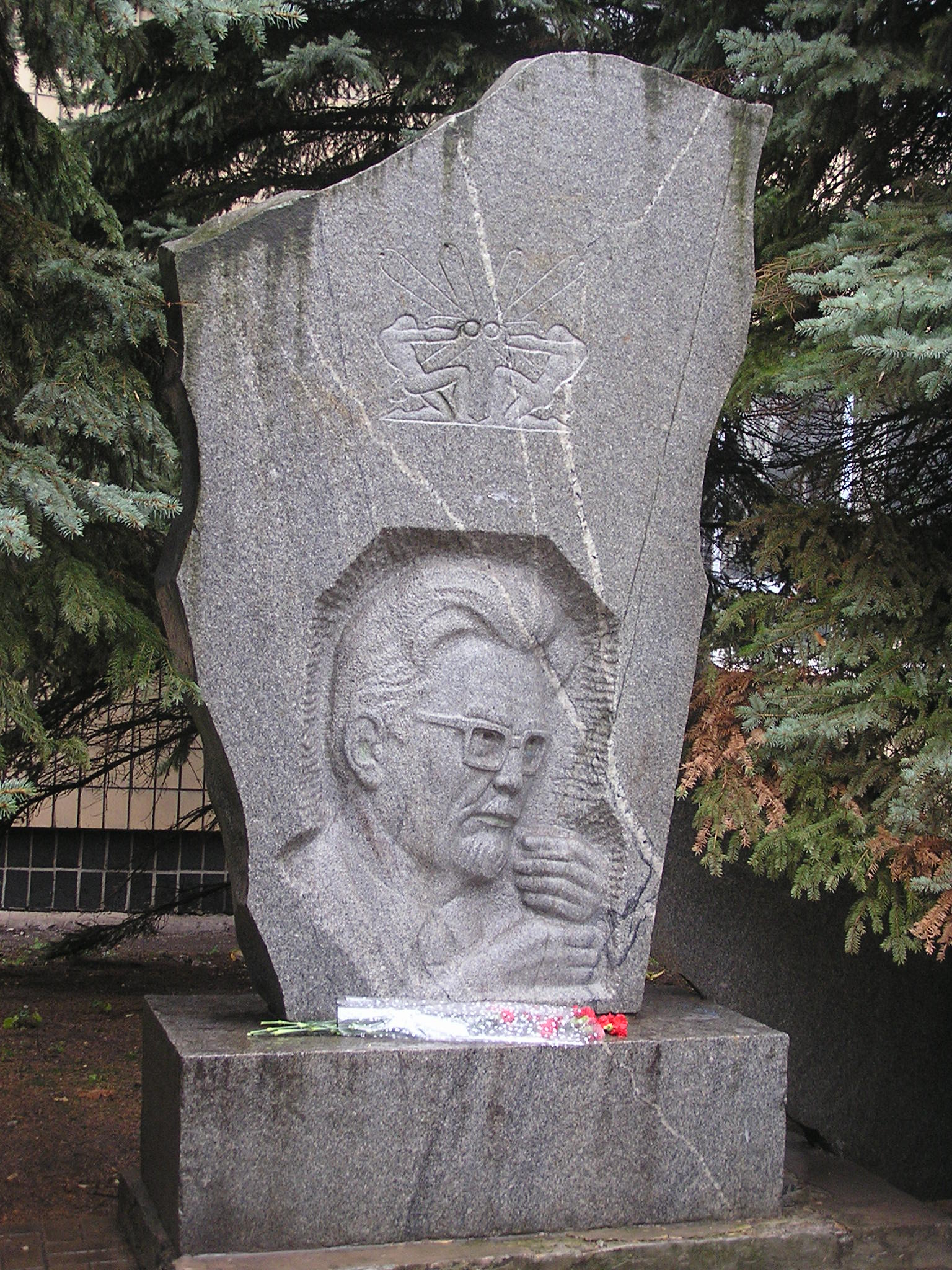
Памятник Галкину в Донецке

## Научные школы
В Донецком физико-техническом институте сформировалось пять научных школ, получивших мировое признание:
- Школа физики высоких давлений и спектроскопии твердых тел. Основатель школы — Александр Александрович Галкин.
- Школа теории магнетизма. Основатель школы — Виктор Григорьевич Барьяхтар
- Школа мезоскопических явлений в твердых телах. Основатель школы — Владимир Иванович Архаров
- Школа теории динамики и дефектов решетки и биофизики. Основатель школы — Кирилл Борисович Толпыго
- Школа физики фазовых превращений в экстремальных условиях. Основатель школы — Эдвальд Абрамович Завадский

Направления исследований: физика и техника высоких давлений; магнитные, электронные и кинетические свойства твёрдого тела; фазовые переходы, физика и технология перспективных материалов.

## Руководство
- Галкин, Александр Александрович (1965—1982)
- Ковтун, Николай Моисеевич (1982—1986)
- Завадский, Эдвальд Абрамович (1986—1997)
- Варюхин, Виктор Николаевич (с 1997 года) (работает в Донецке)

## Члены-корреспонденты НАН Украины
- Варюхин, Виктор Николаевич - член-корреспондент НАН с 2009  года. Работает в Донецке.
- Левченко, Георгий Георгиевич - член-корреспондент НАН с 2015  года. Работает в Киеве.